# SKIDATA
SKIDATA GmbH è un'azienda austriaca operante nel settore della costruzione di apparecchiature adibite alla gestione dell'accesso e del controllo dei visitatori per destinazioni turistiche, parcheggi, stadi, parchi di divertimento, centri commerciali e zone fieristiche, stazioni sciistiche.
Attualmente, l'azienda ha filiali e partner in più di 100 paesi..

## Storia
1977 - Günther Walcher sviluppa il primo dispositivo automatico di emissione di biglietti d'accesso con foto che sostituisce gli skipass scritti a mano. Per la commercializzazione e l'ulteriore sviluppo di tale dispositivo viene fondata a Grödig presso Salzburg la ditta Skidata.
1979 - nasce il primo registratore di cassa, un apparecchio elettromagnetico per timbrare i biglietti.
All'inizio degli anni Ottanta la Skidata crea dei biglietti a striscia magnetica e introduce un sistema di cassa per i grandi comprensori sciistici.
1990 - Skidata introduce nei parcheggi il pagamento tramite carta di credito.
1997 – il produttore francese di Smart card con chip Gemplus diventa il proprietario maggioritario della Skidata.
Dal 2000 si verifica l'acquisizione da parte della svizzera Kudelski.

## Prodotti

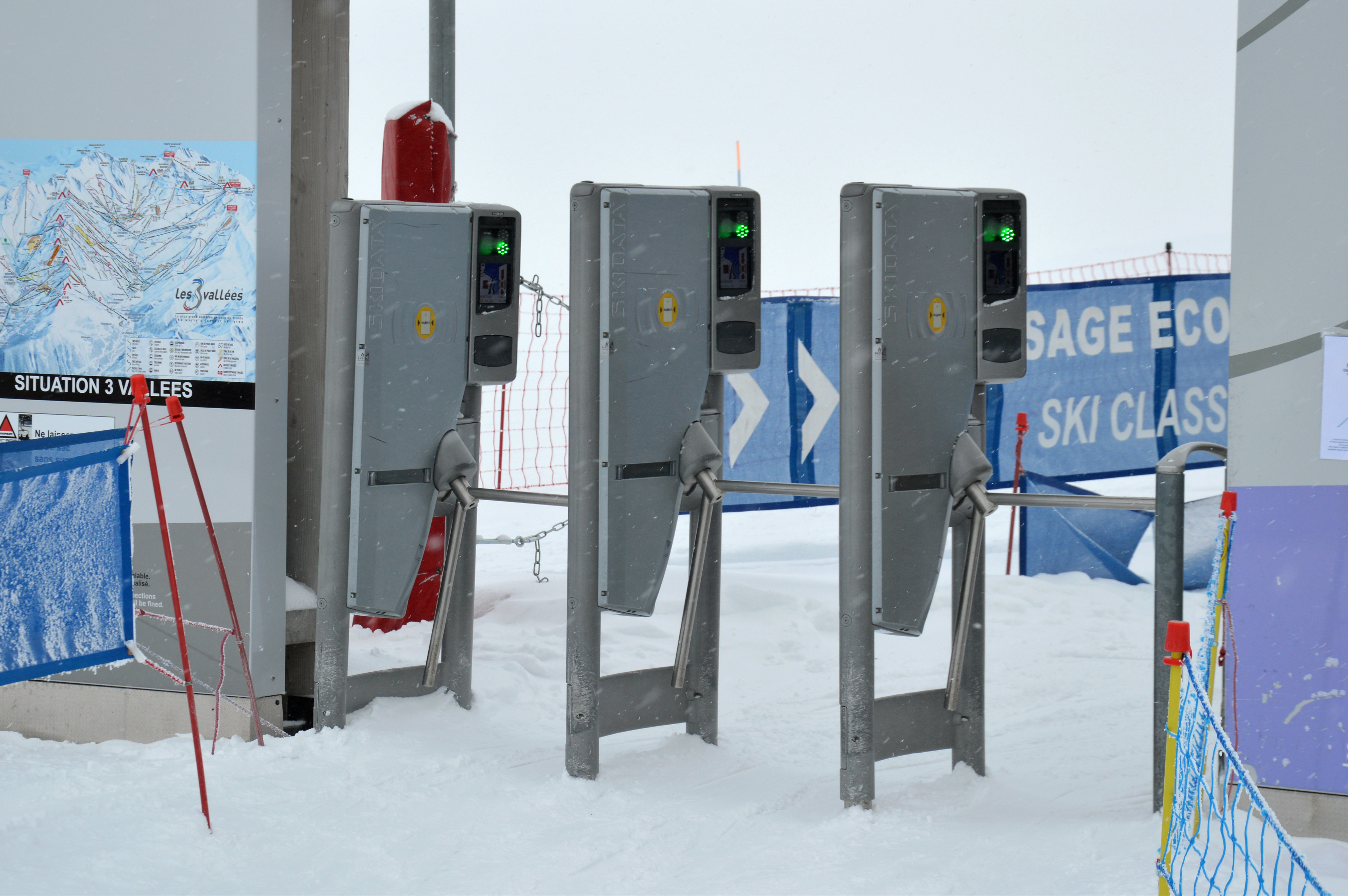
Tornelli per aree sciistiche e impianti di risalita

- Sistemi di gestione dei parcheggi
- Sistemi di accesso
- Supporti magnetici